# Cimetière de Fresnes
Le cimetière de Fresnes est le cimetière municipal de la commune de Fresnes dans le Val-de-Marne.

## Description

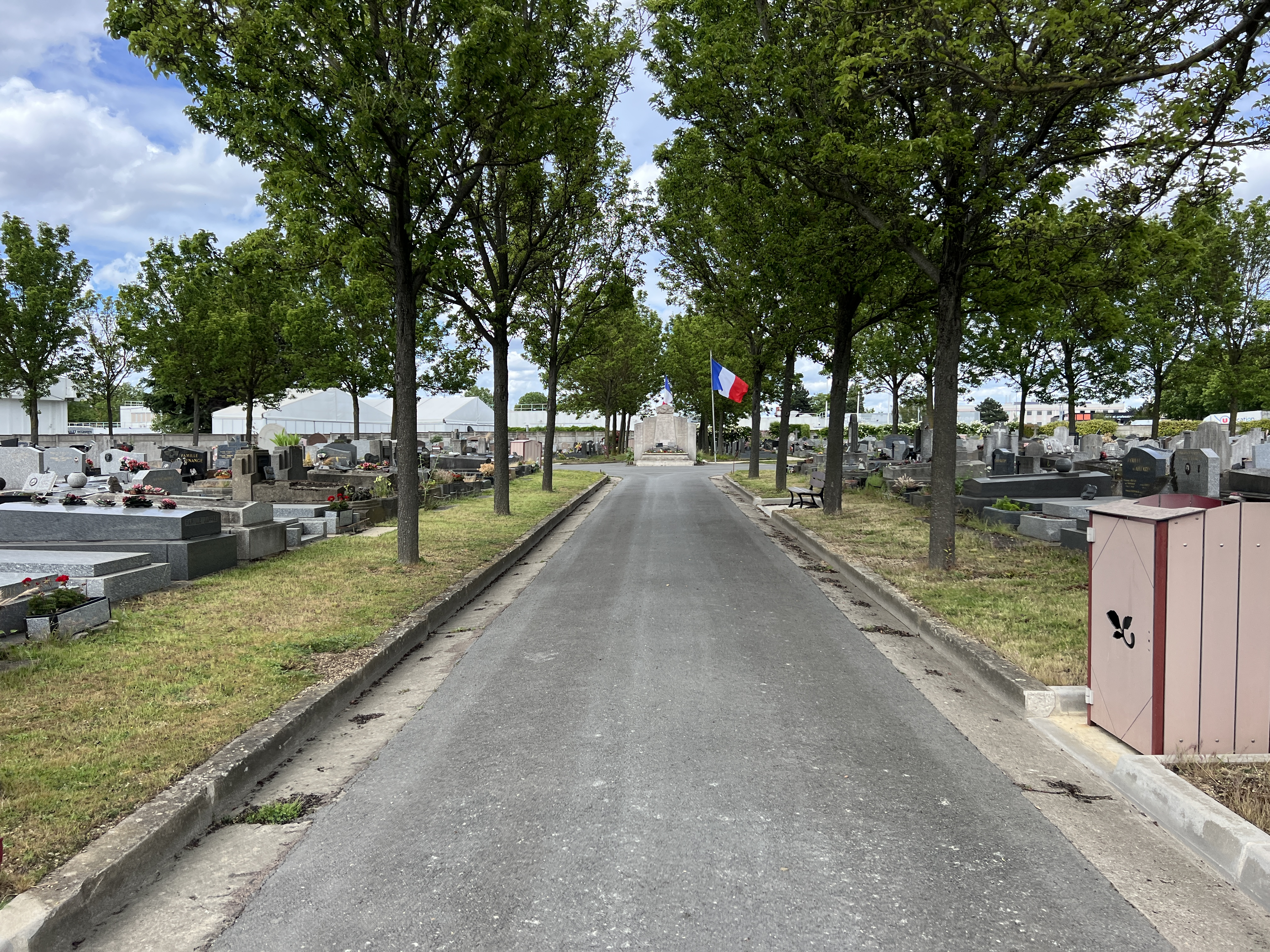
Le cimetière en mai 2022.

Dès la construction de la prison de Fresnes en 1898, il est affecté à l'inhumation des détenus. Aujourd'hui typique d'un cimetière de banlieue, il ne présente encore qu'un intérêt architectural modeste, la majeure partie des sépultures étant de forme standard moderne. On y trouve contre le mur d'enceinte les sépultures de soldats de la division Leclerc tombés le 24 août 1944.
Il dispose d’un jardin du souvenir permettant de disperser les cendres des défunts.

## Personnalités inhumées
- Suzanne Brohan (1807-1887), comédienne, sa grand-mère maternelle Élisabeth Sophie Brohan et son fils aîné Pierre Uchard, sa fille ainée Augustine Brohan (1824-1893), comédienne, sa fille cadette Madeleine Brohan (1833-1900), également comédienne[3].
- Berty Albrecht selon certaines sources[4]. Son corps a par la suite été translaté dans le Mémorial de la France combattante.
- Albert Roper (1891-1969), aviateur et juriste, « créateur du droit aérien international », comme indiqué sur sa tombe.
- Paul Touvier (1915-1996)[5],[6], collaborationniste mort à la prison de Fresnes, inhumé le 25 juillet[7].
- Plusieurs combattants morts lors de l'attaque de la prison de Fresnes pendant la Libération de Paris[8] : José Molina[9], François Mamo, Fernand Meunier[10], Georges Landrieux[11].